# Gilbert Burnet
Pour les articles homonymes, voir Burnet.
Gilbert Burnet (Édimbourg, 18 septembre 1643 - 17 mars 1715), historien et théologien écossais. 

## Biographie
Pasteur anglican de Saltoun (en), il enseigne la théologie à Glasgow. En 1674, il déménage à Londres où il se livre à des attaques tellement violentes contre le catholicisme qu'il encourt la disgrâce de Charles II d'Angleterre et de Jacques II d'Angleterre et se voit obliger de quitter le pays. 
Il se fixe aux Provinces-Unies, s'attache au prince d'Orange et travaille de tout son pouvoir à le faire monter sur les trônes d'Angleterre, d'Écosse et d'Irlande. Ce prince, à son avènement sur ces trônes en 1689, le nomme évêque de Salisbury.

## Œuvres

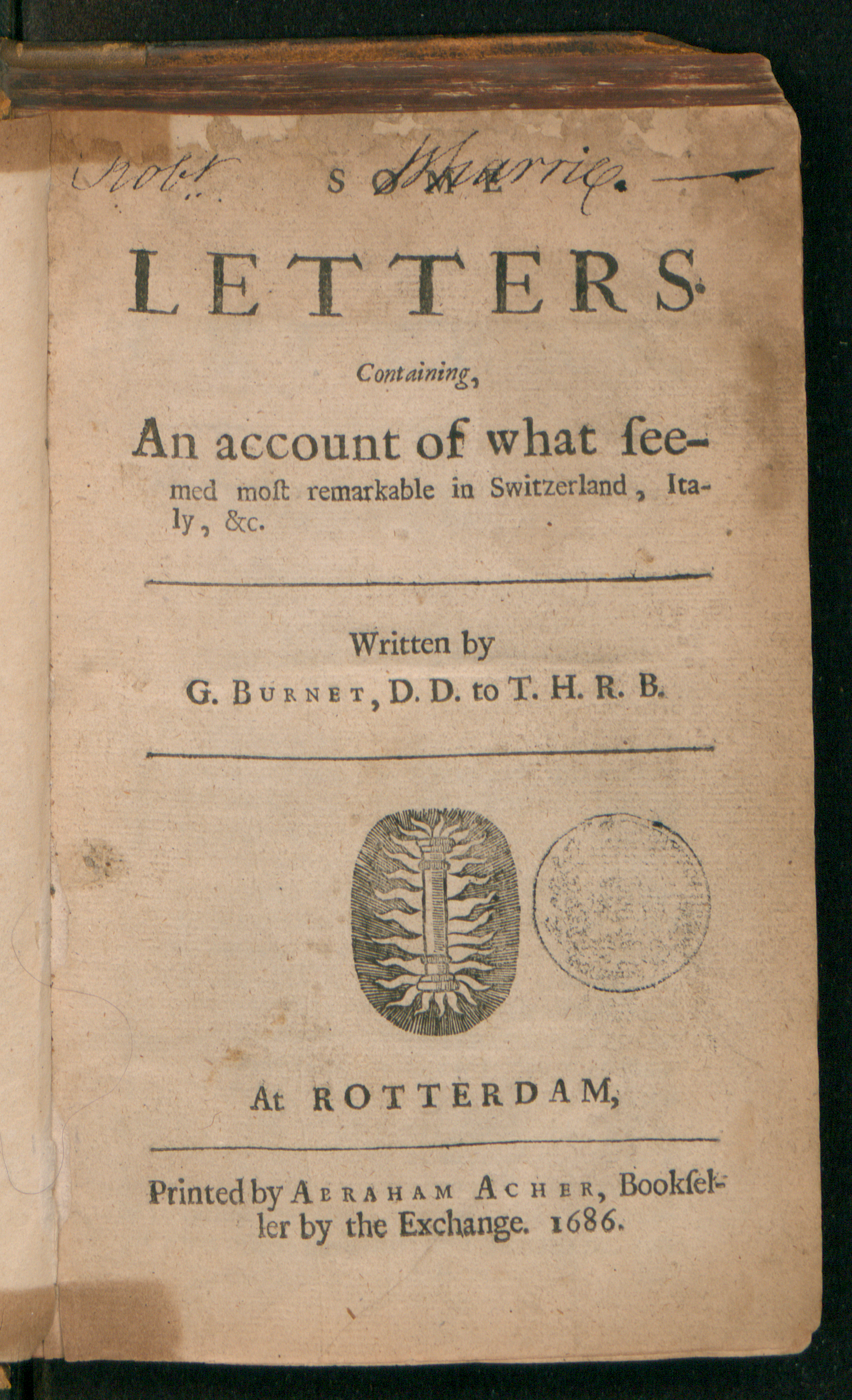
Some letters containing an account of what seemed most remarkable in Switzerland, Italy, 1686

On lui doit 145 publications dont 58 sermons et 13 traités de théologie ainsi que : 
- Histoire de la Réformation en Angleterre, 1679-1715, (History of the Reformation of the Church of England), traduit par Jean-Baptiste de Rosemond, 1683 et années suivantes.
- Some Letters containing an Account of What seemed most remarkable in Switzerland, Italy, etc., Rotterdam, Abraham Archer, 1686.
- An Exposition of the Thirty-Nine Articles of the Church of England, 1699.
- Histoire de mon temps (depuis Charles II d'Angleterre) History of my Own Times, publiée après sa mort par son fils 1724, traduit par François de La Pillonnière, 1725.

## Source
Cet article comprend des extraits du Dictionnaire Bouillet. Il est possible de supprimer cette indication, si le texte reflète le savoir actuel sur ce thème, si les sources sont citées, s'il satisfait aux exigences linguistiques actuelles et s'il ne contient pas de propos qui vont à l'encontre des règles de neutralité de Wikipédia.